# La Mort, père et fils
Pour plus de détails, voir Fiche technique et Distribution.
La Mort, père et fils est un film d'animation français de court métrage réalisé par Denis Walgenwitz et Winshluss et sorti en 2017.

## Fiche technique
- Titre : La Mort, père et fils
- Réalisation : Denis Walgenwitz et Winshluss
- Scénario :
- Animation :
- Montage :
- Musique :
- Producteur : Marc Jousset, Perrine Capron, Nicolas Schmerkin et Thibaut Ruby
- Production : Je suis bien content et Schmuby Productions
- Distribution : Autour de minuit
- Pays d'origine :  France
- Durée : 13 minutes 7
- Dates de sortie :
  -  France :
    - 6 septembre 2017 (L'Étrange Fesival)
    - 11 juin 2018 (FIFA 2018)

## Distinctions

### Prix
Il remporte le prix du jury junior pour un court métrage à l'édition 2018 du festival international du film d'animation d'Annecy.

### Nominations
- César 2019 :
  - César du meilleur court métrage d'animation pour Denis Walgenwitz et Winshluss